# Torrenthorn
Il Torrenthorn (2.998m s.l.m.) è una montagna delle Alpi Bernesi che si trova nello svizzero Canton Vallese.

## Descrizione

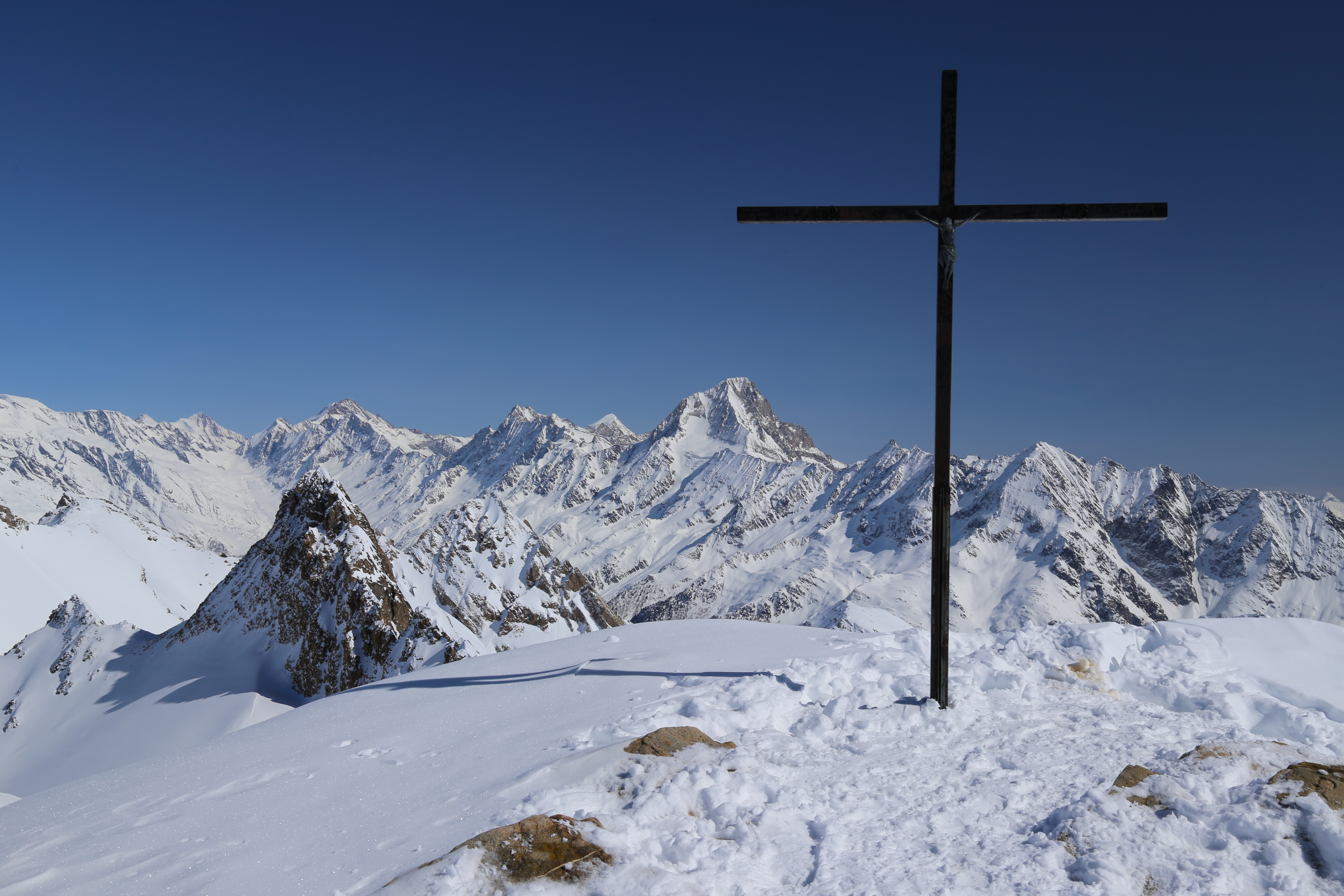
Pasnorama dalla vetta della montasgna.

Il Torrenthorn è noto come la "Vetta del Vallese". Il panorama è unico nel suo genere, con vista su molti 4000 vallesani. La vista spazia dalla regione del Massiccio del San Gottardo fino al Monte Bianco, passando per il Rothorn, il Weisshorn ed il Cervino.
Si può salire sulla vetta partendo dal Rinderhütte (2.310 m), rifugio che si può raggiungere in funivia. Dal rifugio si raggiunge la vetta per sentiero.
Estate: La regione del Torrent è prevalentemente boschiva, con tanta vegetazione. Con una teleferica, o tramite un comodo sentiero, si raggiunge la Rinderhütte (un ristorante), a 2300 metri. 
In questa stagione essa rappresenta il classico punto di partenza per passeggiate, sia in alta montagna, che verso la bassa quota. I sentieri si differenziano di facile e media difficoltà e sono sempre ben marcati e puliti.
Inverno: In inverno è possibile praticare lo sci alpino, grazie ai 50 km di piste della regione. Le piste sono sempre marcate con dei paletti a lato, e la maggior parte di esse sono rosse e nere. Il punto più alto è ubicato a 2850 metri, raggiungibile grazie ad un corto scilift. Da lì parte la cosiddetta "Direttissima", una discesa ma anche un insieme di piste che in breve tempo vi porterà a 1400 m.